# 幻ミッションツアーズ
『幻ミッションツアーズ』（まぼろしミッションツアーズ）は、日本テレビ系列で2021年10月23日から11月6日まで土曜0:30 - 0:59に放送されたバラエティ番組。12月19日からはタイトルを『推し匠さんの幻ツアー』にリニューアルされた。

## 出演者
- かが屋
- ハナコ
- 錦鯉

## ネット局
- 全編ローカルセールス枠のため、日本テレビ以外の通常時同時ネットとする局でも自主編成の都合上臨時に遅れネットまたは非ネットに変更することがある一方、通常時非ネットとする局でも臨時同時ネットで放送する場合がある。

| 放送対象地域   | 放送局                | 系列           | 放送日時                      | 放送期間                 | ネット状況 | 備考       |
| -------------- | --------------------- | -------------- | ----------------------------- | ------------------------ | ---------- | ---------- |
| 関東広域圏     | 日本テレビ（NTV）     | 日本テレビ系列 | 土曜 0:30 - 0:59 （金曜深夜） | 2021年10月23日 - 11月6日 | 【制作局】 | 【制作局】 |
| 青森県         | 青森放送（RAB）       | 日本テレビ系列 | 土曜 0:30 - 0:59 （金曜深夜） | 2021年10月23日 - 11月6日 | 同時ネット |            |
| 岩手県         | テレビ岩手（TVI）     | 日本テレビ系列 | 土曜 0:30 - 0:59 （金曜深夜） | 2021年10月23日 - 11月6日 | 同時ネット |            |
| 宮城県         | ミヤギテレビ（MMT）   | 日本テレビ系列 | 土曜 0:30 - 0:59 （金曜深夜） | 2021年10月23日 - 11月6日 | 同時ネット |            |
| 福島県         | 福島中央テレビ（FCT） | 日本テレビ系列 | 土曜 0:30 - 0:59 （金曜深夜） | 2021年10月23日 - 11月6日 | 同時ネット |            |
| 新潟県         | テレビ新潟（TeNY）    | 日本テレビ系列 | 土曜 0:30 - 0:59 （金曜深夜） | 2021年10月23日 - 11月6日 | 同時ネット |            |
| 長野県         | テレビ信州（TSB）     | 日本テレビ系列 | 土曜 0:30 - 0:59 （金曜深夜） | 2021年10月23日 - 11月6日 | 同時ネット |            |
| 静岡県         | 静岡第一テレビ（SDT） | 日本テレビ系列 | 土曜 0:30 - 0:59 （金曜深夜） | 2021年10月23日 - 11月6日 | 同時ネット |            |
| 富山県         | 北日本放送（KNB）     | 日本テレビ系列 | 土曜 0:30 - 0:59 （金曜深夜） | 2021年10月23日 - 11月6日 | 同時ネット |            |
| 石川県         | テレビ金沢（KTK）     | 日本テレビ系列 | 土曜 0:30 - 0:59 （金曜深夜） | 2021年10月23日 - 11月6日 | 同時ネット |            |
| 中京広域圏     | 中京テレビ（CTV）     | 日本テレビ系列 | 土曜 0:30 - 0:59 （金曜深夜） | 2021年10月23日 - 11月6日 | 同時ネット |            |
| 鳥取県・島根県 | 日本海テレビ（NKT）   | 日本テレビ系列 | 土曜 0:30 - 0:59 （金曜深夜） | 2021年10月23日 - 11月6日 | 同時ネット |            |
| 香川県・岡山県 | 西日本放送（RNC）     | 日本テレビ系列 | 土曜 0:30 - 0:59 （金曜深夜） | 2021年10月23日 - 11月6日 | 同時ネット |            |
| 高知県         | 高知放送（RKC）       | 日本テレビ系列 | 土曜 0:30 - 0:59 （金曜深夜） | 2021年10月23日 - 11月6日 | 同時ネット |            |
| 福岡県         | 福岡放送（FBS）       | 日本テレビ系列 | 土曜 0:30 - 0:59 （金曜深夜） | 2021年10月23日 - 11月6日 | 同時ネット |            |
| 長崎県         | 長崎国際テレビ（NIB） | 日本テレビ系列 | 土曜 0:30 - 0:59 （金曜深夜） | 2021年10月23日 - 11月6日 | 同時ネット |            |
| 山口県         | 山口放送（KRY）       | 日本テレビ系列 | 月曜 - 水曜 10:55 - 11:25     | 2023年2月6日 - 2月8日    | 遅れネット |            |

## スタッフ
- ナレーター：服部潤
- 構成：林田晋一、前田弘人、小林徹朗、横張晋司
- TM：保刈寛之
- TD：遠山眞史
- CAM：清水悠貴
- AUD：宮川康一
- 編集：高橋雄人
- MA：有川哲也
- 音響効果：星裕介
- 技術協力：Zeta、June SEP、東京オフラインセンター、Move On
- TK：南田めぐみ
- メイク：野尻七衣
- デスク：阿部絵里子、平井直美
- リサーチ：ビスポ
- 編成：上田崇博
- 制作スタッフ：小和田夏実、辻井大輝
- ディレクター：亀崎裕介、川崎敬、中根哲也、山田翔太、山内絵理子、菊地由晃、西村哲也
- 演出：柳信也
- プロデューサー：岩崎小夜子、内山大輔、橋本孔一、吉田弓恵
- チーフプロデューサー：川邊昭宏
- 制作協力：Gothic
- 製作著作：日本テレビ